# Sega SG-1000
Sega SG-1000 (エスジー・セン, Esujī Sen?), sje skraćenica za ime Sega Game 1000, ime je za kazetnu igraću konzolu koju je proizvodila japanska tvrtka Sega. Ovaj sistem bio je prvi izlet tvrtke Sega u tržište sklopovlja za igraće konzole, i ovaj sistem nije uspio na tržištu. Sistem SG-1000 poslužio je kao osnovica za uspješniji sistem Sega Master System.

## Sega Mark III
Pogledaj: Sega Master System

## Tehnička svojstva
| - Mikroprocesor: NEC 780C Z80klon - Takt - 3.579545 MHz za NTSC, 3.546893 MHz za PAL - Glavna memorija: 16 kbit (2 kB) - Video memorija: 128 kbit (16 kB) - Video procesor: Texas Instruments TMS9928A - 256×192 - 32 likova - 16 boja - Zvuk: Texas Instruments SN76489 - 4-kanala mono zvuk - 3 generatora zvuka, 4 oktave, 1 generator bijelog šuma | - Sučelja - 1 ROM kazeta - 1 DIN za kompozitni video (SC-3000) - 1 RF izlaz - 1-2 igraća palica (1 izlaz za SG-1000, 2 za SG-1000 II i SC-3000) - 1 paraleni izlaz (koristila ga je tipkovnica SK-1100 i za izlaznu jedinicu s FM zvukom; (SK-1100)SG-1000 i SG-1000 II i Sega MarkIII / (FM Sound Unit) samo za Sega MarkIII) - 1 kompaktna audio kazeta (SC-3000 i tipkovnica SK-1100) - 1 pisač (SC-3000 i tipkovnica SK-1100) |